# Opus nocturne
Opus nocturne ist das dritte Musikalbum der schwedischen Black-Metal-Band Marduk.

## Entstehung
Opus nocturne wurde im September 1994 im Unisound Studio aufgenommen. Im Gegensatz zum vorigen Album Those of the Unlight übernahm Joakim Af Gravf ausschließlich den Gesang, während das Fredrik Andersson Schlagzeug spielte. Morgan Steinmeyer Håkansson spielte nach der Trennung von Devo Andersson alleine Gitarre. Dan Swanö, Inhaber des Studios, war als Toningenieur beteiligt und mischte das Album ab, produziert wurde es von der Band selbst. Opus nocturne wurde Ende 1994 veröffentlicht.
2006 wurde das Album wiederveröffentlicht; das Remastering übernahm der ehemalige Gitarrist Devo Andersson, der 2004 B.War als Bassist ersetzt hatte. Die Wiederveröffentlichung enthält zusätzlich Proberaumaufnahmen von Sulphur Souls, Materialized in Stone, Opus nocturne und Autumnal Reaper.

## Titelliste
1. The Appearance of Spirits of Darkness – 0:33
2. Sulphur Souls – 5:41
3. From Subterranean Throne Profound – 7:47
4. Autumnal Reaper – 3:31
5. Materialized in Stone – 5:10
6. Untrodden Paths (Wolves Part II) – 5:27
7. Opus nocturne – 2:33 (Text: IT Särkkä)
8. Deme Quaden Thyrane – 5:06
9. The Sun Has Failed – 7:22

## Musikstil und Texte
Håkansson äußerte nach der Trennung von Devo Andersson, dieser habe „nur Schwäche und Melodie“ in die Band eingebracht, wohingegen das neue Album ohne ihn sehr viel zerstörerischer sei. Der größte Teil des Albums ist durchgehend schnell, wobei das im Mitteltempo gehaltene Materialized in Stone und das klassisch beeinflusste Opus nocturne mit gesprochenem Text die Ausnahmen bilden. Die Geschwindigkeit und musikalischen Extreme als auch die blasphemischen Tendenzen wurden gegenüber dem vorigen Album gesteigert.
Die Liedtexte wurden, wie bei den vorigen Aufnahmen, nicht abgedruckt; einzige Ausnahme ist der zu Opus nocturne, den IT Särkkä von Abruptum schrieb. Håkansson begründete dies mit fehlendem Interesse, Stress und anderen Problemen. Die Band plane jedoch, nach der Winter-War-Tournee ein Werk mit allen Texten und einer aktuellen Biographie herauszubringen, das wie ein mittelalterliches Buch aussehen und im A4-Format, möglichst im Ledereinband, erscheinen solle. Neuere Wiederveröffentlichungen enthalten jedoch alle Texte. Der Titel Untrodden Paths (Wolves Part II) stellt eine Verbindung zum vorigen Album Those of the Unlight und dem darauf enthaltenen Wolves her. Einige Verse dieses zweiten Teils sind eine leichte Abwandlung der Zeilen im Beiheft zum Vorgänger.

## Gestaltung
Das Cover wurde von Kris Verwimp gemalt, das Gemälde der Musiker stammt von Martin Gustafsson von der Band Darkified. Die Photographie der Band stammt von  Malena Wiman. Für den Rest der Gestaltung waren Kim Osara und Morgan Håkansson zuständig.

## Rezeption
Im Nordic Vision wurde Opus nocturne als großer Schritt nach einem nicht allzu guten ersten Album und einer starken Verbesserung mit dem zweiten bezeichnet; dies sei mit Sicherheit eine der besten Veröffentlichungen aus Schweden im Jahr 1994. Zu den Höhepunkten zähle das großartige Materialized in Stone. Es handle sich ohne Zweifel um ein Werk von hoher Qualität. Es zählt laut Wolf-Rüdiger Mühlmann vom Rock Hard zu den beliebtesten Alben der Band, deren Anhänger ihm zufolge entweder den Vorgänger Those of the Unlight, dieses Album oder Panzer Division Marduk bevorzugen. Es könnte „einerseits als Fortsetzung des Kurses von ‚Those Of The Unlight‘ […], andererseits als Zeugnis einer verstärkten Radikalisierung von MARDUK“ bezeichnet werden. Er bezeichnete es außerdem als unverzichtbar und „[e]ine einzige unbarmherzige Attacke und für meinen Geschmack entschieden wirkungsvoller, weil subtiler und tiefer (der Titelsong!) als das vielfach zum Kult erhobene ‚Panzer Division Marduk‘-Album“. Das Magazin nahm Opus nocturne in seine Liste 250 Black-Metal-Alben, die man kennen sollte auf. John Serba von Allmusic hingegen schrieb, das Album biete „ein paar inspirierte Momente“, und es stächen nur das „grandiose“ Materialized in Stone und das „kunstbeflissene“ Opus nocturne heraus; der Rest rase vorbei wie der Verkehr auf der Autobahn. Marduk verdiene zwar etwas Anerkennung für das Festhalten am traditionellen, brutalen Black Metal, aber die Band habe sich immer bemüht, ein konsistent erinnerungswürdiges Album zu schreiben, besonders eines, das nicht Blastbeats „als allgegenwärtige kreative Krücke“ verwende. Opus nocturne sei leider nicht anders. Chad Bowar von About.com wiederum bezeichnete das Album als sehr vielseitig und auf einer Stufe mit Those of the Unlight. In einer Besprechung zur gesamten Diskografie von Marduk lobte Tom Lubowski im Metal Hammer Opus nocturne als musikalischen Quantensprung im Hinblick auf Atmosphäre und Melodien, sowohl „für die Band selbst und den schwedischen Black Metal insgesamt“. Er urteilte: „Ein Husarenstück, an das qualitativ allenfalls noch Dissections Meisterwerk STORM OF THE LIGHT’S BANE (1995) oder der grandiose Dark Funeral-Erstling THE SECRETS OF THE BLACK ARTS (1996) heranreichen.“